# アグアテカ
アグアテカ(Aguateca)は、グアテマラ共和国ペテン県南東部ペテシュバトゥン盆地に位置する古典期マヤ文明の中規模な遺跡である。古代マヤ語では、K'inich Witz(キニチ・ウィッツ、太陽の丘)と呼ばれていた。近隣にあるドス・ピラス王朝の最後の首都であり、古典期マヤ都市を突然襲った崩壊の様子が残された貴重な遺跡として知られている。

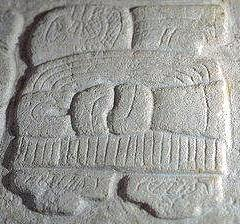
ティカルの紋章文字Mutal(ムタル)。ドス・ピラス王朝もティカルと同じ紋章文字を使用した。

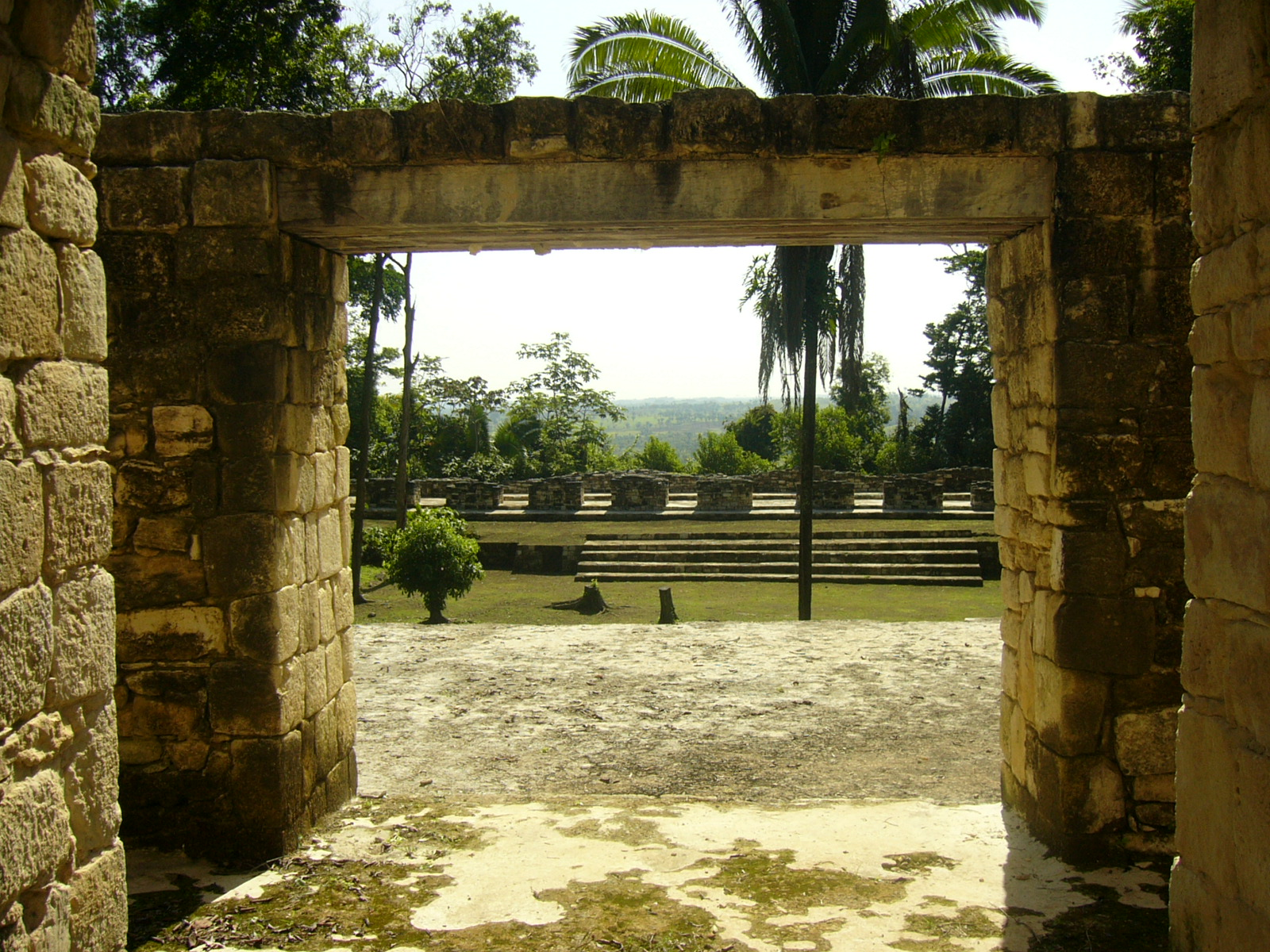
アグアテカ遺跡広場2にある神殿

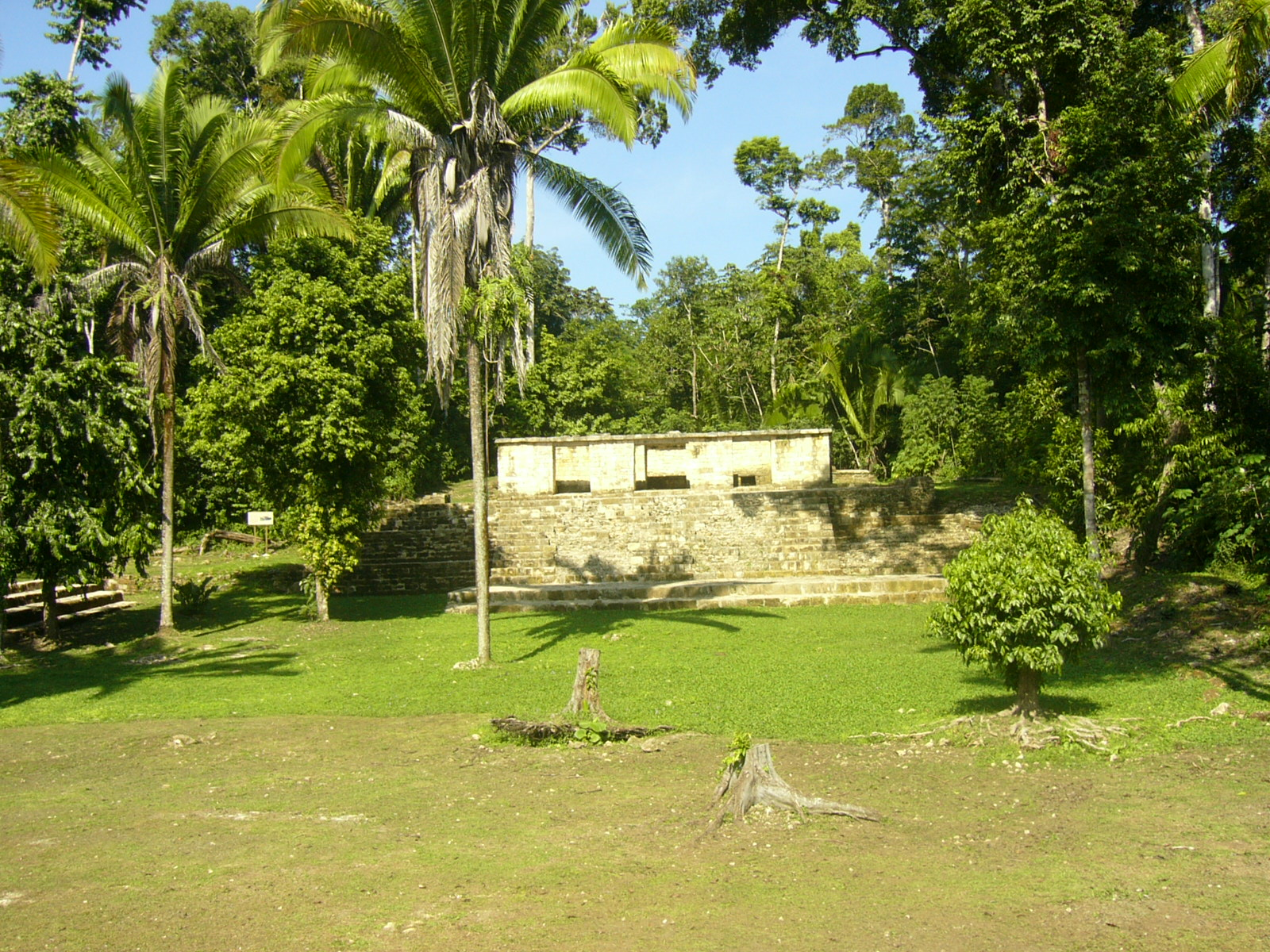
アグアテカ遺跡宮殿

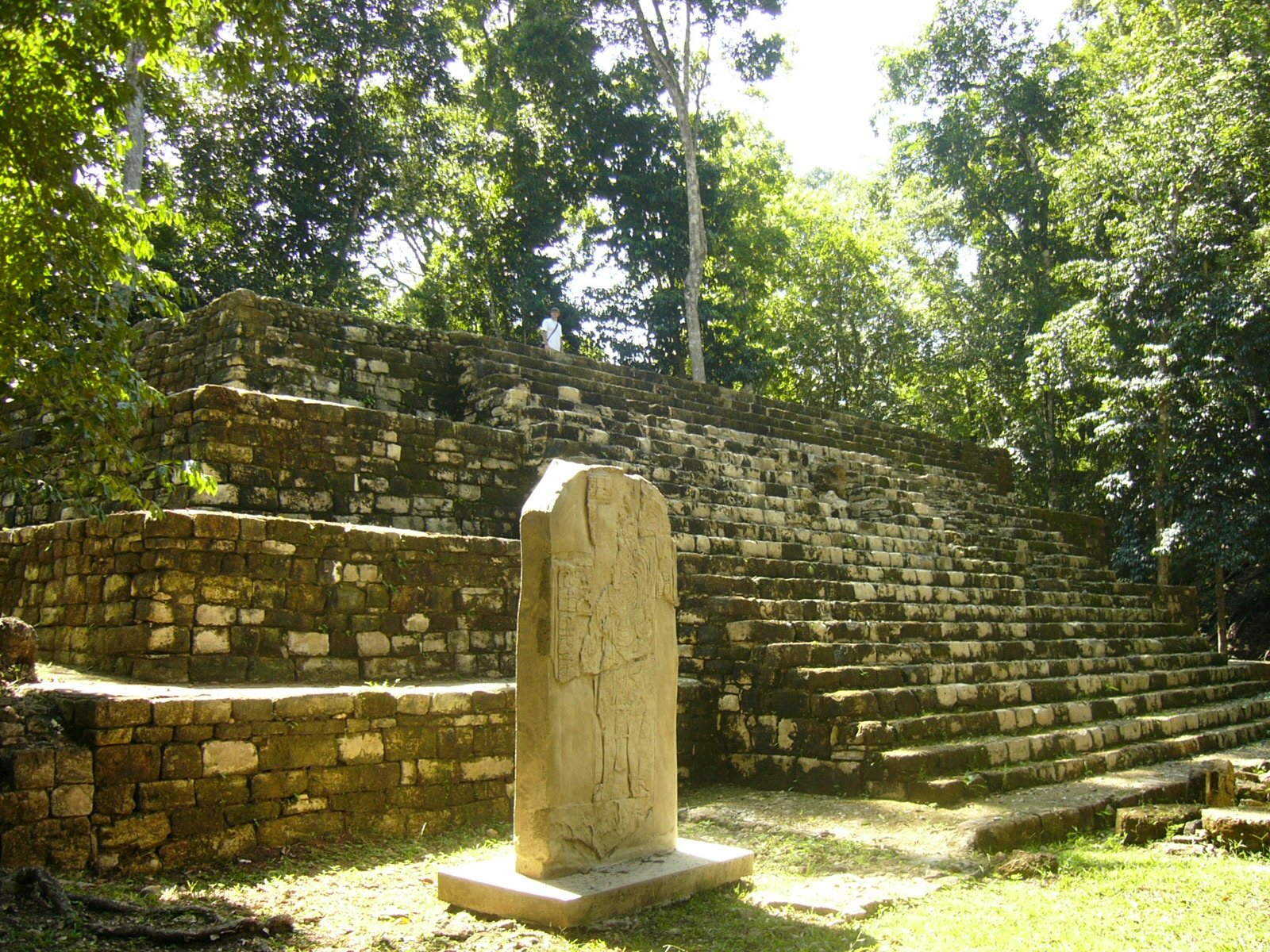
アグアテカ遺跡石碑4

## 遺構
遺跡はペテシュバトゥン湖の南端、高さ15メートルほどの切り立った崖の上にあり、現在は通常ボートによって出入りする。主要な部分は、深さ50から60メートル、幅5から15メートルの天然の堀によって東西に分断されており、西部分には中央広場と神殿ピラミッドがあり、東部分には宮殿や居住区域が残されている。また王朝末期には防御壁が築かれており、堅牢な防御システムを備えた都市であった。

## 都市の歴史
先古典期にはこの土地で定住が行われるようになり、先古典期後期の建造物からはパシオン川流域の大都市セイバルの同時期の建造物と同様の特徴が見られる。古典期前期には建設活動がほとんど行われていない。遺跡南東部の断崖にある裂け目からは複数の石碑が見つかっており、それら石碑の日付は古典期前期から古典期後期の初め頃までが刻まれ、タマリンディートの支配者によって建てられたものであった。よって、この時期のアグアテカはタマリンディート王朝に支配されていたと推測される。
古典期後半の紀元650年頃、ペテシュバトゥン盆地にティカルを追われたバラフ・チャン・カウィール(B'laja Chan K'awil、支配者1)の勢力が侵入し、アグアテカの近隣にドス・ピラスを建設する。バラフ・チャン・カウィールはティカルの王族であったと見られ、ドス・ピラス及び後にその双子の首都となったアグアテカの支配者もティカルと同じ紋章文字Mutal（ムタル)を用いている。700年頃にはアグアテカは建築物が密集した中規模都市の様をなし、セイバルに対する戦争の勝利を記念した石碑がドス・ピラスとアグアテカに建てられるなど、この時期にはドス・ピラス王朝のもう一方の首都となっていたと考えられている。紀元761年頃カウィール・チャン・キニチ(K'awil Chan K'inich、支配者4)の時代、突如ドス・ピラスが放棄され、王朝の首都はアグアテカに移る。アグアテカの王朝は弱体化したものの、引き続きペテシュバトゥン盆地を支配していたと見られる。
この都市で最後に記録された長期暦は、遺跡の中央広場の西、建築途中の高さ6メートルほどの神殿L8-8の前面に設置された祭壇Mの紀元810年である。王朝の末期には都市の周囲に防御壁が築かれたが、そして紀元830年頃までには、アグアテカは何者かに破壊、放火され、完全に放棄されたと見られる。

## 発掘
1950年代後半にイアン・グラハムが石碑の調査や遺跡中心部地図の作成に行った。1980年代後半、スティーブン・ハウストンらによって碑文からドス・ピラスとアグアテカの関係が明らかになった。1991年から4年間にわたり、猪俣健らに率いられたアグアテカの発掘プロジェクトが実施され、放棄された住居部分から日用品とヒスイや貝殻ら、黒曜石などの装飾品が良好な状態で発見された。これは突如襲った侵入者に対し、都市の貴族階級に属する者たちも身の回りの準備ができぬまま、都市が放棄されたことを示している。2回目の発掘プロジェクトは2002年から2003年にかけて実施され、神殿L8-8が建設途中であったことが判明した。

## 古典期マヤ文明の崩壊
古典期マヤ文明に崩壊をもたらした原因は未だに分かっていないが、ドス・ピラス、アグアテカ、セイバルといったペテシュバトゥン盆地の主要な遺跡は、その原因を物語る多くの証拠が残されている。アグアテカが王朝末期に防御壁を都市の周囲に築いていたことは前述の通りだが、この防御壁は同時期のペテシュバトゥン盆地の遺跡でもみられることである。王家に放棄されたドス・ピラスも一部の住民が居住し、神殿ピラミッドの外材を用いて二重の防御壁を築き、その中の住居で生活していた。その防御壁の間では、殺戮されたと考えられる遺体や武器が発見されており、9世紀前半には完全に放棄された。人口の過剰や自然破壊など様々な要因が挙げられているが、古典期諸都市が繁栄していた時期は高位の捕虜を捕らえるために行われていた都市間の戦争が、古典期末期には殲滅戦の様相をなしていたと推測されている。